# Фернан ду По
Фернан ду По (порт. Fernão do Pó) — португальский мореплаватель времён Афонсу V (XV век), исследователь побережья Западной Африки. Считается первооткрывателем нескольких островов в Гвинейском заливе, в частности острова Биоко (около 1471 года), который до 1973 года носил имя Фернандо-По.

## Биография
Исследовал устье реки Вури, которой дал название порт. Rio dos Camarões — «река креветок», позднее перешедшее в название государства Камерун.
О жизни Фернана ду По известно мало. Он сотрудничал с Фернаном Гомишем, Перу Эшкобаром, Жуаном де Сантаремом, Педру ди Синтра, Лопу Гонсалвишем. Получил дворянское звание и землю от португальского короля. Потомки известны под фамилией Depoo.

## Память
- Его именем названы несколько населённых пунктов в Португалии, Камеруне и Сьерра-Леоне.
- От названия острова его имени происходит название народности фернандино и диалекта фернандо-по.
- Гора на открытом им острове упоминается в стихотворной сказке «Айболит» (1929) Корнея Чуковского.
- В 2014—2015 годах Экваториальная Гвинея выпустила памятные монеты номиналом 1000 франков КФА из золота[1] и серебра[2], посвящённые Фернану ду По.